# Apanteles butalidis
Apanteles butalidis är en stekelart som beskrevs av Marshall 1889. Apanteles butalidis ingår i släktet Apanteles och familjen bracksteklar. Arten är reproducerande i Sverige. Inga underarter finns listade i Catalogue of Life.